# Deutsch-Wagram
Deutsch-Wagram es una localidad del distrito de Gänserndorf, en el estado de Baja Austria en Austria. 
Se encuentra ubicada al noreste del estado, Viena al oeste, el Danubio al sur y el río Morava que la separa de Eslovaquia, al este.